# Lucius Vorenus (Rome)
Lucius Vorenus est un personnage semi-fictif de la série télévisée Rome. C'est un centurion d'une légion de César, rigide, honorable et traditionaliste, qui est tiraillé entre ses convictions personnelles, son devoir envers ses supérieurs et les besoins de sa famille. Il est interprété par l'acteur écossais Kevin McKidd et doublé dans la version française par Alexis Victor. Le nom du personnage vient d'un centurion de l'armée de César cité dans son ouvrage Commentaires sur la Guerre des Gaules. Le personnage de Lucius Vorenus apparaît dans la totalité des épisodes de la série.

## Biographie fictive
On sait que la mère de Lucius Vorenus vient de Mutina (actuelle Modène) où sa famille élevait des chevaux. Son père et ses aïeux ont servi dans l'armée romaine. On sait notamment qu'ils se sont battus à Zama (grande bataille contre Carthage en -202) et à Magnésie (contre les Séleucides en -190). Il est entré dans l'armée puis s'est marié avec Niobé dont la famille est originaire de la ville de Rome. Les militaires n'ayant pas le droit de se marier, il a dû obtenir une dérogation. Niobe lui a donné deux filles toutes deux prénommées Vorena. Vorenus quitte Rome en -58 pour participer à la guerre des Gaules menée par César, alors proconsul. Durant son absence, l'intendant de l'armée chargé de remettre la paye de Vorenus à Niobé lui annonce à tort sa mort. Lydé, la sœur de Niobé et son mari Evander Pulchio l'ont aidé financièrement pendant cette période. Niobé entame une courte relation avec Evander. De cet adultère est né Lucius. Lydé est dans la confidence et est supposée garder le secret pour protéger l'enfant.

### Rôle dans la guerre des Gaules
Lucius Vorenus apparaît dès le premier épisode de la première saison. Il est alors centurion primipile (c'est-à-dire le centurion le plus gradé d'une légion) de la XIIIe légion de César lors de la guerre des Gaules. Lors de cet épisode, il entre en conflit avec le légionnaire Titus Pullo qui refuse d'exécuter les ordres. Il le condamne à mort (peine réservée aux soldats qui outragent leurs supérieurs). Peu de temps après, l'aigle de César, emblème de son armée, est dérobé par des brigands. Estimé par ses supérieurs, Lucius Vorenus est choisi par le général Antoine pour résoudre l'enquête. Il apprend en torturant des autochtones que les voleurs se sont réfugiés en territoire cadurque (dernier foyer de la rébellion gauloise). Sachant qu'il sera presque impossible de retrouver l'aigle de César, Vorenus choisit de gracier Pullo pour qu'il l'accompagne dans cette mission. Sur leur route, ils croisent une poignée de Gaulois ayant enlevé Octave, le petit-neveu de César, venu en Gaule pour rendre visite à son oncle. Ils le libèrent et découvrent en même temps que les Gaulois protégeaient le voleur de l'aigle (qui s'avère être un esclave de Pompée, consul de Rome). Vorenus et Pullo ramènent à César l'aigle et la tête du voleur. César s'oppose alors à Pompée et décide de rapprocher la XIIIe légion de Rome. 
Par la suite, Vorenus et Pullo sont chargés d'escorter Octave pour son retour à Rome. Ils sont accompagnés par Antoine qui doit être élu tribun de la Plèbe. Pour les remercier de l'avoir sauvé lors de son voyage, Octave insiste auprès de sa mère, Atia, pour qu'ils mangent à leur table. Lors de ce repas, Vorenus expose ses idées politiques conservatrices, proches de celles du sénateur Caton d'Utique et contraires à celles de César. Il part ensuite retrouver sa femme, Niobé qu'il n'a pas vue depuis près de huit ans. Il la découvre tenant le petit Lucius dans ses bras et s'emporte, pensant naturellement qu'elle l'a trompée durant sa longue absence. Niobé lui assure qu'il s'agit de son petit-fils, fruit de l'union entre leur fille aînée et le fils d'un bouvier, Criton. Vorenus finit par la croire et accorde même à Criton la main de sa fille sans pour autant se réjouir de la marier à « un prolétaire répugnant ». Les retrouvailles entre les deux époux sont froides. Ils peinent à se réhabituer l'un à l'autre après cette longue séparation. Vorenus décide d'investir le butin qu'il a amassé en Gaule dans des esclaves qu'il pourra revendre plus chers une fois prêts. Plus tard, se sentant menacé par le Sénat, Antoine (devenu tribun de la Plèbe) regroupe ses hommes pour se protéger dans ses déplacements. Vorenus se fait blesser en escortant Antoine qui doit fuir Rome pour le camp de César où Vorenus est soigné. Le Sénat mené par Caton et Pompée, farouches opposants de César, déclare ce dernier ennemi de Rome. Se sentant trahi, César pénètre avec ses troupes en Italie avec la ferme intention de rentrer à Rome pour faire valoir ses droits. Sauf mais toujours inconscient, Vorenus suit le cortège militaire dans une litière. Il se réveille sur la route et réalise avec effroi la rébellion de César dans laquelle il est impliqué.
Une fois rétabli, Vorenus est chargé par César de mener avec Pullo un détachement d'éclaireurs constitué d'auxiliaires de cavalerie ubiens. Leur mission est de progresser vers Rome jusqu'à ce qu'ils rencontrent une résistance. Vorenus exécute la tâche à contre-cœur, persuadé que César commet un crime contre la République. Face à l'avancée rapide de César, Pompée et le Sénat décident de quitter Rome afin de gagner du temps pour rassembler des troupes. N'ayant rencontré que peu de résistance, Vorenus et ses éclaireurs entrent dans Rome et placardent une proclamation de César à la porte du Sénat. Déçu par la rébellion de César, il décide ensuite de quitter la légion et part rejoindre sa femme avec qui il se réconcilie.

### Premier retour à la vie civile
Après avoir quitté la légion, Vorenus décide de lancer le commerce en important des produits de Gaule. Il projette de racheter les boutiques de l'immeuble où il vit. Il se lie d'amitié avec Erastes Fulmen, un puissant commerçant de l'Aventin. Lors de la fête qu'il donne pour inaugurer son affaire, Lydé, la sœur de Niobé, renverse en se disputant avec son mari le buste de Janus qui trône sur l'autel dressé par Vorenus. Ce dernier interprète ce signe comme un mauvais présage. Il va par la suite implorer Janus pour absoudre cette journée. Titus Pullo surprend en se rendant chez Vorenus une discussion entre Niobé et Evander et commence à se douter de la situation. Parallèlement, Antoine, bien que froissé par le départ précipité de Vorenus, lui propose de rejoindre l'armée comme préfet avec le rang d'evocati (distinction due à l'ancienneté) mais celui-ci refuse pour mener à bien son projet.
Plus tard, il se rend au marché pour vendre les esclaves qu'il avait achetés plus tôt mais ceux-ci sont tous morts de dysenterie. Vorenus se tourne alors vers Erastes Fulmen qui lui propose alors de travailler pour lui en tant que garde du corps. Il accepte et commence dès le lendemain. Pour la première transaction, Fulmen rend visite à un mauvais payeur. N'obtenant pas son dû, il demande à Vorenus de tuer le client. Vorenus refuse et démissionne sur-le-champ. Sans emploi ni aucune source de revenus pour subvenir aux besoins de sa famille, il se résout à accepter le poste que lui avait proposé plus tôt Antoine qui, après le départ de César pour poursuivre Pompée en Grèce, se retrouve seul à Rome. De son côté, Titus Pullo confie ses soupçons à Octave et les deux décident d'assassiner Evander et de faire disparaître son corps. Avant de mourir, Evander avoue sa faute et révèle la vérité sur Lucius. Octave et Pullo se jurent de ne plus jamais en parler.

### Rôle dans la guerre contre les pompéiens
César, depuis la Grèce, demande à Antoine de le rejoindre avec la XIIIe légion pour livrer bataille à Pompée. Vorenus doit à nouveau quitter Niobe et partir avec Pullo. Lors de la traversée de l'Adriatique, une tempête décime la majeure partie de la légion. César réussit néanmoins à défaire l'armée de Pompée à Pharsale. D'abord naufragés sur un îlot, Vorenus et Pullo parviennent à rejoindre la Grèce. Ils sont recueillis et soignés par la suite de Pompée qui se fait alors passer pour un commerçant romain du nom d'Eneas Mella. Vorenus et Pullo le reconnaissent tout de même et l'arrêtent pour le livrer à César avant que Vorenus décide de le relâcher. Pompée gagne alors l'Égypte où il s'attend à être reçu en ami par le roi Ptolémée XIII mais est assassiné dès son arrivée. Vorenus rejoint le camp de César et lui apprend qu'il a croisé Pompée mais qu'il l'a laissé libre. Bien que courroucé, César ne le punit pas.
César poursuit Pompée en Égypte avec ses troupes et y apprend sa mort. L'Égypte est alors déchirée par un conflit interne opposant le roi Ptolémée XIII, très jeune et manipulé par son entourage, et sa sœur aînée Cléopâtre, retenue captive dans le désert. Or, Rome a besoin de la paix en Égypte car elle dépend de son blé pour nourrir ses citoyens. César charge donc Vorenus et Pullo de retrouver Cléopâtre et de la ramener à Alexandrie pour l'installer sur le trône et ainsi destituer Ptolémée. Ils retrouvent donc la future reine, alors adolescente dépendante à l'opium, qui une nuit, demande aux deux hommes de l'enfanter ; Vorenus s'y oppose par fidélité à sa femme, Pullo se dévoue. Une fois la mission accomplie, César doit faire face à la riposte des partisans de Ptolémée, soutenu par le peuple hostile à la présence romaine en Égypte. César gagne la guerre en résistant à un an de siège. 
Quelques mois après, César et Cléopâtre célèbrent la naissance de Césarion ; Vorenus sait que le père biologique est probablement Pullo mais garde le secret.

### Deuxième retour à la vie civile
Caton et son allié Scipion réussissent à lever des troupes en Afrique pour continuer à combattre César. Vaincus à leur tour, ils se suicident. De retour d'Afrique, Vorenus retrouve sa famille et revient à la vie civile. Niobe lui apprend qu'elle a ouvert une boucherie avec sa sœur Lyde. Après plusieurs mois d'inoccupation, il décide d'aider à la boucherie. Là, il surprend des hommes d'Erastes Fulmen frappant un client. Vorenus leur demande de quitter la rue pour ne pas y troubler le commerce et une querelle éclate. Il s'attire ainsi la foudre d'Erastes Fulmen et craint une vengeance imminente. Entre-temps, César lui propose de devenir questeur et Vorenus accepte.

### Ascension politique
Lucius Vorenus est élu questeur. Peu après, il entre en conflit avec Titus Pullo qui a tué un de ses esclaves. Il le chasse de chez lui et lui demande de ne plus jamais revenir. Durant son mandat, il reçoit une doléance de Mascius, un ancien de la XIIIe qu'il considère comme un ami. Il souhaite que les vétérans de la légion reçoivent de la part de César des terres en Italie. César consent à leur accorder des terres mais uniquement en Pannonie. Il convainc Vorenus d'offrir de l'argent à Mascius pour que celui-ci use de son influence afin que les vétérans acceptent l'offre. Vorenus apprend plus tard que Pullo est emprisonné dans l'attente d'être jugé pour le meurtre d'un citoyen. Bien qu'en mauvais termes avec Pullo, il décide d'assister à son procès puis, après sa condamnation à mort, à son combat dans l'arène. Contre l'avis de César, il décide de s'interposer et sauve de justesse son ancien ami. Par crainte de la sentence de César, il envisage son départ à la campagne sur les terres qui lui ont été offertes. De retour à Rome, César le sermonne mais, Vorenus étant populaire, il ne peut se résoudre à le punir. Il préfère le nommer sénateur, ce qui provoque la colère des sénateurs patriciens. Une conspiration menée par Brutus se crée contre César. Il espère que la présence de Vorenus à ses côtés lui assurera protection. Or, Octave a révélé le secret concernant Lucius, le fils de Niobe et Evander, à sa sœur qui le transmet au détour d'une conversation à Servilia, la mère de Brutus. Les conspirateurs révèlent ce secret à Vorenus le jour où ils ont prévu de passer à l'acte afin de l'éloigner de César. Il rentre aussitôt chez lui pour obtenir les aveux de Niobe. Après les avoir obtenus, il se prépare à la tuer mais celle-ci préfère se suicider en se jetant du balcon de la demeure. Avant de mourir, elle lui demande d'épargner Lucius. Vorenus fond en larmes devant la dépouille de sa femme. Se sentant trahi par ses enfants, il les maudit à leur retour et quitte la maison. Pendant son absence, Erastes Fulmen capture les enfants et Lyde. Pendant ce temps au Sénat, cinquante sénateurs dont Brutus attaquent César et le poignardent à mort.

### Commandement du collège de l'Aventin
À son retour chez lui, après une nuit d'errance dans les rues de Rome, Vorenus apprend la disparition de ses enfants. Il retrouve Erastes Fulmen qui lui assure qu'il les a tués. Vorenus le tue à son tour et s'installe dans sa maison. S'ensuit alors une période de deuil et le quartier de l'Aventin tombe dans la violence. Antoine lui demande alors de reprendre le quartier en main, comme le faisait Erastes Fulmen, et de mettre fin aux violences. Vorenus s'impose maître de l'Aventin, se déclare fils d'Hadès, et s'attire ainsi la colère des autres prétendants. Il s'entoure de ses anciens frères d'armes Titus Pullo et Mascius. Il impose la paix en punissant avec la plus grande violence ceux qui cherchent à se battre. En punissant l'homme d'un rival, il déclenche une guerre de quartiers. Titus Pullo, hostile à la violence dont Vorenus fait preuve à l'encontre de ses rivaux, entre en conflit avec lui et quitte l'Aventin. Au même moment, Antoine, désigné ennemi de Rome par le Sénat au profit d'Octave, part en guerre dans le nord de l'Italie et Vorenus lui propose ses services.

### Rôle dans la guerre civile à Mutina
Antoine et ses légions se retranchent à Mutina. Le Sénat dépêche une armée menée par les consuls Hirtius et Ponsa en soutien à Octave. Antoine est vaincu mais refuse de se rendre. Pendant ce temps, Titus Pullo rentre à l'Aventin pour se réconcilier avec Vorenus, ignorant que celui-ci est dans le nord avec Antoine. À son arrivée, il rencontre Lyde qui lui annonce que les enfants de Vorenus ne sont pas morts mais réduits à l'esclavage. Pullo part pour le nord annoncer la nouvelle à Vorenus qui demande à Antoine la permission de partir.

### Retour à l'Aventin
Vorenus retrouve ses enfants captifs dans un camp d'esclaves. L'aînée est réduite à se prostituer tandis que sa sœur cadette et Lucius doivent travailler. Vorenus décide de reconnaître Lucius et rentre à Rome avec les enfants. Lui et Pullo reprennent leurs places au collège de l'Aventin et rétablissent la paix entre les quartiers. De leurs côtés, Octave, Antoine et Lépide s'allient et décident d'éliminer leurs ennemis. La liste des exécutions est remise à Vorenus qui distribue les noms entre les chefs des quartiers. Il entre cependant en conflit froid avec Memio, un autre membre du collège de l'Aventin. Quand un chargement d'or doit être transité à Ostie, Octave et Antoine chargent Vorenus de le protéger. Vorenus y envoie Mascius, Pullo étant trop affecté par la mort de sa femme. Mais le chargement est volé, et Vorenus jure de le retrouver. Il comprend vite que Memio détient l'argent, mais n'en a aucune preuve. Alors que Pullo soupçonne Mascius de les avoir trahis, Vorenus reconnait une poupée tressée dans les mains de Lucius : c'est Vorena Majora, la première fille de Vorenus qui les a trahis, s'étant amourachée d'un des hommes de Memio (ignorant que Memio avait tout arrangé) et par haine de son père qu'elle accuse d'avoir tué Niobé. Vorenus manque de tuer sa fille dans sa colère et choisit de suivre Marc Antoine, forcé à l'exil par Octave en Égypte.

### Service en Égypte
Vorenus reste aux côtés de Marc Antoine et Cléopâtre, demeurant un soldat loyal de Rome tandis que les deux amants vivent leur passion en s'enlisant dans les orgies et la consommation de chanvre et cherchant par tous les moyens à provoquer Octave pour avoir la guerre. Vorenus devient également le confident du jeune Césarion, en qui il reconnait le père biologique, Titus Pullo ; quand l'enfant demande à en savoir plus sur son père (qu'il croit être Jules César), Vorenus reste évasif. Quand Atia et Octavia, belle-mère et épouse de Marc Antoine, se présentent à la porte du palais royal sur ordre d'Octave, Antoine sait parfaitement qu'il s'agit d'un geste politique dont les conséquences seront la guerre entre Antoine et Octave, ou l'apaisement et le retour du grain égyptien pour nourrir Rome. Antoine choisit de ne pas recevoir ses deux amantes et charge Vorenus de les raccompagner à leur navire, comprenant lui aussi que le conflit est inévitable. Il essuie la colère d'une Atia éconduite, avant de surprendre Posca et sa femme préparer leurs affaires pour fuir vers Rome ; Vorenus les couvre, mais refuse de quitter Antoine. Grâce à des papiers subtilisés par Posca, Antoine est déclaré ennemi de Rome et Octave reçoit le soutien du peuple pour combattre en Égypte.
Antoine essuie plusieurs défaites, fuyant vers Alexandrie avec son amante et les hommes qui lui restent. Octave vient en personne en Égypte avec Titus Pullo, qui doit servir d'intermédiaire entre les deux triumvir en raison de ses liens avec Vorenus. Pullo fait savoir à Vorenus qu'il est présent en faisant allusion à la paternité de Pullo. Antoine refuse toute négociation pour se rendre, et provoque Octave en duel, ce que le jeune général refuse. Octave fait également une offre secrète à Cléopâtre en lui promettant de garder son trône si elle trahit Antoine. Le lendemain, Antoine reçoit un message de la confidente de Cléopâtre l'informant du suicide de la reine. Marc Antoine demande alors à Vorenus de l'aider à se tuer en s'empalant sur son glaive. Vorenus arrange la dépouille d'Antoine en lui enlevant son maquillage pour lui enfiler son armure de général de Rome, avant de découvrir que Cléopâtre est vivante. Vorenus est furieux et refuse de se soumettre à la reine d'Égypte en lui rappelant le secret de la naissance de Césarion, mais il jure de protéger l'enfant et de garder le secret.
Quand Cléopâtre réalise devant Octave qu'elle deviendra un trophée du futur imperator, elle choisit de se tuer. Vorenus fuit alors avec Césarion dans le désert pour y retrouver Pullo dans la nuit, là où les deux hommes avaient rejoint le cortège de la jeune reine quand elle était condamnée à l'exil. Ils planifient leur fuite mais tombent sur un barrage romain, dont un centurion reconnait Césarion. Pullo et Vorenus affrontent et tuent les soldats, mais Vorenus est blessé au côté. Se sachant mourant, il demande à Pullo de le ramener à Rome pour y mourir. Il survit au voyage d'un mois, et revient dans sa demeure de l'Aventin pour y retrouver ses filles.
Il semble que Vorenus meurt alors qu'Octave célèbre son triomphe. Pullo annonce sa mort à Octave, ainsi que celle de Césarion, qu'il garde en secret.

## Comparaisons avec le Lucius Vorenus historique
Lucius Vorenus et Titus Pullo (également dans la série) sont parmi les rares soldats cités par Jules César dans la Guerre des Gaules (livre 5, chapitre 44), pour leur conduite héroïque lors du siège d'une unité romaine par les Belges Nerviens.
Jules César dit de leurs exploits :

« Il y avait dans cette légion deux centurions d’une grande bravoure, qui approchaient des premiers grades, Titus Pullo et Lucius Vorenus. C’était entre eux une perpétuelle rivalité à qui passerait avant l’autre, et chaque année la question de l’avancement les mettait en violent conflit. Pullo, au moment où l’on se battait avec le plus d’acharnement au rempart, s’écria : « Pourquoi hésiter, Vorenus ? quelle autre occasion attends-tu de prouver ta valeur ? c’est ce jour qui décidera entre nous. » À ces mots, il s’avance hors du retranchement, et choisissant l’endroit le plus dense de la ligne ennemie, il fonce. Vorenus ne reste pas davantage derrière le rempart, mais craignant l’opinion des troupes, il suit de près son rival. Quand il n’est plus qu’à peu de distance de l’ennemi, Pullo jette son javelot et atteint un Gaulois qui s’était détaché du gros de l’ennemi pour courir en avant ; transpercé, mourant, ses compagnons le couvrent de leurs boucliers, cependant que tous à la fois ils lancent leurs traits contre le Romain et l’empêchent d’avancer. Il a son bouclier traversé d’un javelot qui se plante dans le baudrier de l’épée : ce coup déplace le fourreau, et retarde le mouvement de sa main qui cherche à dégainer ; tandis qu’il tâtonne, l’ennemi l’enveloppe. Son rival, Vorenus, accourt à son aide. Aussitôt, toute la multitude des ennemis se tourne contre lui et laisse là Pullo, croyant que le javelot l’a percé de part en part. Vorenus, l’épée au poing, lutte corps à corps, en tue un, écarte un peu les autres ; mais, emporté par son ardeur, il se jette dans un creux, et tombe. C’est à son tour d’être enveloppé ; mais Pullo lui porte secours, et ils rentrent tous deux au camp, sains et saufs, ayant tué beaucoup d’ennemis et s’étant couverts de gloire. La Fortune traita de telle sorte ces rivaux, qu’en dépit de leur inimitié ils se secoururent l’un l’autre et se sauvèrent mutuellement la vie, et qu’il fut impossible de décider à qui revenait le prix de la bravoure. »

— Jules César, De bello gallico, livre V, § 44
Pour les besoins de la série, la carrière de Vorenus est complétée d'éléments imaginés, mais vraisemblables durant l'époque troublée des guerres civiles de la fin de la République Romaine.